# 片木晴彦
片木 晴彦（かたぎ はるひこ、1956年 - ）は、日本の法学者・弁護士。専門は会社法・証券取引法・企業会計。学位は、法学修士（京都大学・1982年）。広島大学名誉教授。広島大学法科大学院特任教授。龍田節門下。

## 略歴
- 1975年3月 - 大阪星光学院高校卒業
- 1980年3月 - 京都大学法学部卒業
- 1982年3月 - 京都大学大学院法学研究科博士前期課程修了（法学修士）
- 1985年
  - 3月 - 京都大学大学院法学研究科博士後期課程単位取得退学
  - 4月 - 広島大学法学部助教授
- 1986年2月 - ハワイ大学ロー・スクール留学（1986年5月まで）
- 1990年9月 - コロンビア大学ロー・スクール留学（1991年7月まで）
- 1996年4月 - 広島大学法学部教授
- 1999年8月 - 広島大学大学院社会科学研究科マネジメント専攻前期課程教授
- 2001年7月 - スタンフォード大学ロー・スクール留学（2001年8月まで）
- 2004年4月-現在 - 広島大学大学院法務研究科教授
- 2004年 - 旧司法試験考査委員（2011年まで）
- 2005年7月 - 弁護士登録（広島弁護士会）[4]
- 2015年4月-現在 - 広島総合法律会計事務所客員弁護士[5]
- 2022年4月 - 広島大学を定年退官[6]
- 2022年4月 - 広島大学大学院人間社会科学研究科特任教授[3]

## 研究業績
学術論文
- 「過少資本会社とその規制-1-」法学論叢111巻5号36-59頁、1982年8月
- 「過少資本会社とその規制-2完-」法学論叢112巻2号77-96頁、1982年11月
- 「引当金概念について」民商法雑誌89巻4号471-496頁、1984年1月
- 「会計監査人の職務と責任(1)-アメリカ合衆国における進展-」廣島法學9巻2号31-63頁、1985年9月[7]
- 「会計監査人の職務と責任(2)-アメリカ合衆国における進展-」廣島法學9巻3号71-84頁、1985年12月[8]
- 「会計監査人の職務と責任（3・完）-アメリカ合衆国における進展-」 廣島法學9巻4号49-75頁,1986年3月[9]
- 「会計及びレヴュ-業務基準ステ-トメント第一号について-「調査・指導」への示唆-」廣島法學10巻3号243-264頁、1987年3月[10]
- 「西ドイツにおける決算監査人の監査報告書-決算監査人と監査役会の連携-」廣島法學11巻1号37-60頁, 1987年7月[11]
- 「株主総会決議取消請求の裁量棄却」代行通信50号26-36頁、1988年9月1日
- 「株式会社監査体系と会計監査人の役割」廣島法學12巻2号1-52頁、1988年10月
- 「ミクロネシア連邦憲法・翻訳」（共著）廣島法学13巻2号91-104頁,1989年9月[12]
- 「監査役の業務監査・会計監査--常勤監査役を中心として-1-」民商法雑誌103巻5号16-42頁、1991年2月
- 「監査役の業務監査・会計監査--常勤監査役を中心として-2完-」民商法雑誌103巻6号1-29頁、1991年3月
- 「アメリカ会社法の配当規制と一般に認められた会計原則-会計法研究序説-」廣島法學16巻1号45-73頁、1992年4月
- 「会社不正と監査人の責任-上-」旬刊商事法務1284号2-8頁、1992年4月25日
- 「会社不正と監査人の責任-下-」旬刊商事法務1285号,65-70頁、1992年5月15日
- 「監査役会と監査役の独任制」旬刊商事法務1336号17-21頁、1993年11月5日
- 「会計包括規定の役割について」21-43頁、1994年1月1日
- 「相互会社の財産的基礎（相互会社法研究会報告-1-）」文研論集110号203-215頁、1995年3月
- 「倒産したコンピューター会社の財務諸表を監査した会計事務所の,倒産会社の投資者に対する不法行為上の過失責任が否定された事例--Bily v.Arthur Young and Co.,3 Cal.4th 370,11 Cal.Rptr.2d 51,834 P.2d 745(1992)」アメリカ法1995巻1号167-171頁、1995年7月
- 「企業会計法の課題」商事法務雑誌1402巻60-65頁、1995年10月1日
- 「イギリス会計法規制概観」257-272頁,1997年3月1日
- 「取得原価主義から時価主義への移行と実務に与える影響」税理40巻8号2-8頁,1997年7月
- 「新株発行が著しく不公正で既存株主の差止請求権を侵害したとして無効とされた事例【判例評釈】」商事法務1463号39-43頁,1997年7月1日
- 「新株発行が著しく不公正で既存株主の差止請求権を侵害したとして無効とされた事例（神戸地裁判決平成5.2.24）」旬刊商事法務1463号39-43頁,1997年7月15日
- 「有限会社法22条,商法203条2項にいう社員の権利を行使すべき者の指定方法（最高裁判決平成9.1.28）」判例時報1615号222-225頁,1997年12月1日
- 「持株会社の設立方法」ジュリスト1140巻27-32頁、1998年9月1日
- 「監査役制度の行方 (1)」民商法雑誌120巻2号234-262頁、1999年5月
- 「監査役制度の行方（2完）」民商法雑誌120巻3号414-436頁、1999年6月
- 「粉飾決算と経営者・公認会計士の責任--ヤオハンジャパンの粉飾決算事件」旬刊商事法務1529号4-9頁、1999年6月25日
- 「経営判断原則, 企業ビジネスと法的責任」法律文化社27-43頁、1999年11月1日
- 「学界論叢 公認会計士監査と会社の内部統制:法的視点から」JICPAジャーナル12巻10号26-31頁、2000年10月
- 「わが国の監査役制度の改正--課題と問題点（上）」月刊監査役437号4-13頁、2001年1月
- 「わが国の監査役制度の改正--課題と問題点（中）」月刊監査役439号15-22頁、2001年2月
- 「最新判例批評 取締役就任前の行為に基づく損害賠償請求権は、株主代表訴訟によって追及できないとされた事例（東京地判平成10.12.7）」判例時報1731号197-200頁、2001年2月1日
- 「わが国の監査役制度の改正--課題と問題点（下）」月刊監査役440号13-21頁、2001年3月
- 「企業結合と開示（日本私法学会シンポジウム資料 会社法の比較法的考察--会社法の抜本的改正との関連において）」旬刊商事法務1603号32-42頁、2001年8月25日
- 「判例評論 最新判例批評(115)株主代表訴訟の提起後に、第三者が会社から取締役に係る損害賠償請求権を譲り受け、別訴を提起した場合に先行事件である株主代表訴訟を棄却すべきものとした事例（1.和歌山地裁平成12.2.15判決 2.和歌山地裁平成12.2.15判決）」判例時報1761号202-205頁、2001年12月1日
- 「監査役と監査委員会」民商法雑誌126巻4=5号540-564頁,2002年8月1日
- 「金融・資本市場と法 (15) 内部統制と証券取引法」ジュリスト1249号62-67頁、2003年7月15日
- 「「議決権の覚醒」と株主総会--2004年版株主総会白書を読んで」旬刊商事法務1718号4-8頁,2004年12月25日
- 「リスク管理とコーポレート・ガバナンス原則」広島法科大学院論集1巻149-163頁、2005年3月20日[13]
- 「株主の会計帳簿閲覧の請求理由」私法判例リマークス31巻94-97頁、2005年7月1日
- 「資本制度の国際比較（特集 新会社法で変貌する資本）」企業会計57巻9号1265-1270頁,2005年9月
- 「法人法制の進展」『現代民事法改革の動向Ⅱ』（成文堂）135-155頁,2005年10月1日
- 「計算（特集 新会社法を学ぶ）」法学教室304号58-63頁,2006年1月
- 「公正な会計慣行と取締役の責任：日本長期信用銀行事件の考察」広島法科大学院論集3号177-196頁,2007年3月[14]
- 「信託利用型従業員持株インセンティブ・プラン」旬刊商事法務1814号12-19頁、2007年11月5日
- 「企業結合の開示（企業結合法の総合的研究）」旬刊商事法務1832号32-36頁、2008年5月5日
- 「結合企業の株主保護と情報開示制度（日本私法学会シンポジウム資料 企業結合法の総合的研究）」旬刊商事法務1841号15-25頁、2008年8月25日
- 「判例紹介 会社分割と会社法22条の類推適用[最高裁第三小法廷平成20.6.10判決]」民商法雑誌140巻1号83-88頁、2009年4月
- 「判例批評 会計帳簿等の閲覧謄写許可申請の不許可事由[最高裁第一小法廷平成21.1.15決定]」民商法雑誌141巻3号349-360頁、2009年12月
- 「判例講座 会社法重要判例をひもとく（新連載・第1回）法人格否認の法理[最二小判昭和48.10.26]」法学教室367号90-96頁,2011年4月
- 「判例講座 会社法重要判例をひもとく（第5回）会社分割と会社法22条の類推適用[最三小判平成20.6.10]」法学教室371号117-123頁、2011年8月
- 「判例講座 会社法重要判例をひもとく（第9回）旧商法294条1項の検査役選任申請後に新株発行により持株比率が持株要件を下回った場合の当該申請の可否[最高裁決定平成18.9.28]」法学教室375号135-140頁、2011年12月
- 「判例講座 会社法重要判例をひもとく（第13回）経営判断と取締役の責任[最一小判平成22.7.15]」法学教室379号92-96頁、2012年4月
- 「監査役監査の課題：近年の企業不祥事をてがかりに」月刊監査役599号10-18頁,2012年5月
- 「判例講座 会社法重要判例をひもとく（第17回）決済の見込みのない取引を行った取締役の第三者に対する責任[福岡高裁宮崎支部判決平成11.5.14]」法学教室383号106-111頁、2012年8月
- 「公正妥当と認められる会計慣行および会計基準（日本私法学会シンポジウム資料 企業会計法の諸相：規範性と国際性の調和）」旬刊商事法務1974号13-21頁、2012年8月25日
- 「シンポジウム 企業会計法の諸相：規範性と国際性の調和」私法75号103-152頁,2013年
- 「商法から 取締役の第三者に対する責任と不法行為責任（特集 民・商法の溝を埋める (Part.2)）」法学セミナー58巻1号14-17頁、2013年1月
- 「公正な会計慣行の法規範性：旧長銀事件を参考に」広島法学37巻1号（吉原達也先生退職記念号）390-368頁、2013年6月[15]
- 「架空循環取引による粉飾決算と監査法人の責任：大阪地裁平成24年3月23日判決」私法判例リマークス51号92-95頁、2015年7月1日
- 「平成26年会社法改正―企業統治 (2)―」日本取引所金融商品取引法研究4号27-57頁、2016年1月15日
- 「公正な会計慣行と取締役の責任：判例評論最高裁判所判決平成20年7月18日」会社法判例百選第3版156-157頁,2016年9月30日
- 「法律上の「監査の失敗」」企業会計69巻2号34-40頁、2017年2月1日
- 「作成されていない計算書類等の謄本の交付請求の可否：東京高裁平成27年11月11日判決判例批評」ジュリスト（平成28年度重要判例解説）1505号114-115頁、2017年4月15日
- 「会社法関連の近年の判例(1)―公開会社の株主総会―」日本取引所金融商品取引法研究9号1-26頁、2018年3月1日
- 「経営判断原則における事実の認識過程」広島大学法科大学院論集11号193-210頁、2015年3月1日[16]

著書等出版物
- 「アメリカの株主総会」商事法務研究会,1980年6月
- 「新版注釈会社法第6巻」有斐閣,1987年9月,単行本（学術書）,共編著
- 「新版注釈会社法第8巻」有斐閣,1987年12月,単行本（学術書）,共編著
- 「会社会計法」中央経済社,1991年,共著
- 「日本の委任統治下におけるミクロネシアの法制度」有信堂,1992年4月,共編著
- 「新版注釈会社法第2補巻」有斐閣,1996年12月,単行本（学術書）,共編著
- 「注解手形法・小切手法」青林書院,1997年10月,単行本（学術書）,共編著
- 江頭憲治郎・落合誠一・神田秀樹・近藤光男・酒巻俊雄「英米商事法辞典［新版］」商事法務研究会,2000年1月,事典・辞書,共編著
- 高橋弘・後藤紀一・辻秀典・紺谷浩司「現代民事法改革の動向」成文堂,2001年9月,単行本（学術書）,共編著
- 「商法総則・商行為法（第2版）」新世社,2003年4月,教科書,単著
- 「新しい企業会計法の考え方」中央経済社,2003年9月,単行本（一般書）,単著,4502912506
- 吉原和志・前田雅弘・黒沼悦郎「会社法（第5版）」有斐閣,2005年4月,教科書,共著
- 森本滋・小林量・北村雅史・洲崎博史・川濱昇・前田雅弘・早川徹・山田純子「商法総則講義〔第3版〕」成文堂,2007年1月,教科書,共著,9784792325220
- 「企業結合法の総合的研究」商事法務,2009年3月,単行本（学術書）,共編著
- 「現代民事法改革の動向III」成文堂,2009年9月,単行本（学術書）,共編著,9784792325671
- 「現代民事法改革の動向IV」成文堂,2013年9月,単行本（学術書）,共著,9784792326494
- 「共同研究 地方の中小企業の再生, 企業法務研究会」2012年10月,調査報告書（自費出版）,共著
- 潮見佳男・片木晴彦編「民・商法の溝をよむ」日本評論,2013年9月,9784535408432
- 森本滋編・小柿徳武ほか著「商行為法講義」成文,9784792325619
- 「会社法コンメンタール第7巻」株式会社商事法務,2013年8月,単行本（学術書）,共著
- 「会社法コンメンタール第9巻」株式会社商事法務,2014年8月,単行本（学術書）,共著
- 「会社法コンメンタール第10巻」株式会社商事法務,2011年10月,共著
- 「プリメール会社法［新版］」法律文化社,2016年10月,教科書,共著,978-4-589-03789-3
- 「仮装の払込みと株式の効力：現代商事法の諸問題, 仮装の払込みと株式の効力」成文堂,2016年,単行本（学術書）,共著,978-4-7923-2692-0

招待講演、口頭・ポスター発表等
- 「公認会計士の法的責任」日本公認会計士協会中国部会研修会,1999年7月
- 「企業結合と開示」日本私法学会,2001年10月
- 「公正妥当と認められる会計慣行および会計基準」日本私法学会第76回大会シンポジウム,2012年10月
- 「結合企業の株主保護と情報開示制度」日本私法学会第72回大会,2008年10月
- 「平成26年会社法改正―企業統治(2)―」日本証券取引所グループ金融商品取引法研究会,2015年04月
- 「会社法関連の近年の判例－公開会社の株主総会公開会社の株主総会」金融商品取引法研究会,2016年12月16日
- 「会社法の改正についてー会計・監査に関する規定を中心にー」広島弁護士会・日本公認会計士協会（中国会）合同研修,2018年2月3日
- 「法人法制について」民事法研究会,2018年9月8日

## 社会活動
- 行政苦情救済推進会議委員（2015年7月-2017年7月）